# Giuseppe Luigi Malliani
Giuseppe Luigi Malliani (Bergamo, 25 luglio 1855 – Bergamo, 3 ottobre 1920) è stato un politico italiano.
Fu sindaco di Bergamo nel 1892 e dal 1893 al 1906. Venne eletto deputato alla Camera del Regno d'Italia per la XXIV legislatura.